# شارلوت هورنتس
شارلوت هورنتس (بالإنجليزية: Charlotte Hornets) هو نادي كرة سلة من شارلوت، كارولينا الشمالية، الولايات المتحدة الأمريكية. تأسس عام 1988. يلعب في الدوري الأمريكي لكرة السلة للمحترفين في المنطقة الشرقية، مجموعة جنوب الشرقي.
لعب فريق الهورنتس الأصلي من عام 1988 إلى 2002 ومن ثم انتقل إلى نيو أورلينز ليصبح نيو أورليانز هورنتس.
تم تأسيس فريق سلة جديد عام 2004 من قبل مايكل جوردان وتمت تسميته شارلوت بوبكاتس ليملأ ثغرة كرة السلة التي حدثت بعد رحيل الهورنتس. في عام 2013 غير فريق نيو أورليانز اسمه إلى بيليكانز وبعدها أعلن فريق بوبكاتس انهم سيعيدون اسم الهورنتس لموسم 2014-2015 مع شعار وألوان جديدة.

## ألوان الفريق
البرتقالي، والأزرق، والأسود، والفضي.

## بطولات الفريق
- لقب الدوري الصيفي الأمريكي لكرة السلة.[4]

## وصلات خارجية
- الموقع الرسمي